# Ventilago brunnea
Ventilago brunnea är en brakvedsväxtart som beskrevs av Elmer Drew Merrill. Ventilago brunnea ingår i släktet Ventilago och familjen brakvedsväxter. Inga underarter finns listade i Catalogue of Life.